# Derbi del Adriático
El derbi del Adriático (en croata: Jadranski derbi) es el nombre dado a la rivalidad entre los dos mayores clubes de fútbol croatas procedentes de la costa adriática, el NK Rijeka y el Hajduk Split. Los equipos están apoyados por sus gran base de aficionados y, también, por sus grupos más radicales, la Armada Rijeka y la Torcida Split.
El balance del derbi, con los datos a mayo de 2022, es de 93 partidos disputados en total desde la creación del campeonato croata en 1992, con una ventaja del Hajduk de 36 victorias y 33 del Rijeka, mientras que 24 partidos terminaron en empate.

## Historia
Entre los derbis más importantes destaca el de la final de la Copa Yugoslava 1986-87, cuando el Hajduk ganó la copa, y la final de la Copa croata 2004-05 cuando ganó el trofeo el Rijeka. En la penúltima jornada de la temporada 1998-99 de la Prva HNL en Poljud, el Rijeka se impuso por 1-3 en una gran exhibición y todo el estadio empezó a aplaudir a los futbolistas del Rijeka, incluidos los aficionados del Hajduk, algo totalmente inusual teniendo en cuenta su gran rivalidad. Otro derbi notable tuvo lugar el 9 de septiembre de 1962 en Rijeka. Este partido es digno de mención, o infame más bien, ya que se derrumbaron numerosas rocas del acantilado en el Stadion Kantrida, hiriendo a 96 aficionados.
Muchos jugadores han militado para ambos equipos, incluyendo: Jozo Matošić, Željko Mijač, Ive Jerolimov, Nikica Cukrov, Mišo Krstičević, Janko Janković, Igor Jelavić, Tonči Gabrić, Saša Peršon, Nenad Gračan, Kazimir Vulić, Sead Seferović, Miroslav Weiss, Tomislav Erceg, Mladen Mladenović, Elvis Brajković, Igor Musa, Krunoslav Rendulić, Marijan Buljat, Jasmin Mujdža, Luka Vučko, Stjepan Skočibušić, Natko Rački, Mate Dragičević, Nino Bule, Petar Krpan, Goran Rubil, Siniša Linić, Dario Jertec, Darko Miladin, Ivan Bošnjak, Drago Gabrić, Mato Neretljak, los hermanos Ahmad y Anas Sharbini.
Debido a los varios formatos que se utilizaron en el campeonato croata y el formato de competición de copa (que tiene equipos que juegan a doble partido, incluso en la final) y, además de los partidos disputados en la Supercopa, puede haber desde dos hasta seis derbis por temporada. Por ejemplo, nada menos que 13 partidos se han jugado entre marzo de 2005 y noviembre de 2006. Debido a la ausencia del Rijeka de la Primera Liga Yugoslava hay partidos que se han jugado entre 1947 y 1958, y 1969 y 1974, con la excepción de un partido de Copa en 1971.

## Balance
| Competición                       | Partidos                         | Victorias Hajduk                 | Empates                          | Victorias Rijeka                 | Goles Hajduk                     | Goles Rijeka                     |
| Campeonato yugoslavo (1946–1991)  | Campeonato yugoslavo (1946–1991) | Campeonato yugoslavo (1946–1991) | Campeonato yugoslavo (1946–1991) | Campeonato yugoslavo (1946–1991) | Campeonato yugoslavo (1946–1991) | Campeonato yugoslavo (1946–1991) |
| --------------------------------- | -------------------------------- | -------------------------------- | -------------------------------- | -------------------------------- | -------------------------------- | -------------------------------- |
| Liga                              | 58                               | 24                               | 23                               | 11                               | 90                               | 61                               |
| Copa de Yugoslavia                | 5                                | 1                                | 2                                | 2                                | 5                                | 6                                |
| Total Yugoslavia                  | 63                               | 25                               | 25                               | 13                               | 95                               | 67                               |
| Campeonato croata (1992–presente) |                                  |                                  |                                  |                                  |                                  |                                  |
| Prva HNL                          | 93                               | 36                               | 24                               | 33                               | 128                              | 123                              |
| Copa de Croacia                   | 9                                | 1                                | 5                                | 3                                | 9                                | 10                               |
| Supercopa                         | 1                                | 1                                | 0                                | 0                                | 1                                | 0                                |
| Total Croacia                     | 103                              | 38                               | 29                               | 36                               | 138                              | 133                              |
| Total                             | 166                              | 63                               | 54                               | 49                               | 233                              | 200                              |

Datos actualizados al último partido del 26 de mayo de 2022

## Partidos
La siguiente lista incluye todos los partidos oficiales disputados entre los dos equipos en dos partes; desde la creación de la liga yugoslava y desde la independencia de Croacia en 1992:
Leyenda
|  | Empate              |
|  | Victoria del Hajduk |
|  | Victoria del Rijeka |

### 1946–1991
| Partido | Fecha              | Competición | Estadio     | Resultado   | Goles Hajduk                          | Goles Rijeka                        |
| ------- | ------------------ | ----------- | ----------- | ----------- | ------------------------------------- | ----------------------------------- |
| 1       | 20 Oct 1946        | Div 1       | Plinara     | 1–0         | Batinić                               |                                     |
| 2       | 3 Mar 1947         | Div 1       | Cellini     | 1–1         | Matošić                               | Petronio                            |
| 3       | 9 Nov 1958         | Div 1       | Kantrida    | 1–1         | Papec                                 | Lukarić                             |
| 4       | 7 Jun 1959         | Div 1       | Plinara     | 6–2         | Bego (4), Anković, Šenauer            | ...                                 |
| 5       | 13 Sep 1959        | Div 1       | Plinara     | 4–0         | Bego (2), Žanetić, Šenauer            |                                     |
| 6       | 27 Mar 1960        | Div 1       | Kantrida    | 1–1         | own goal                              | Medle                               |
| 7       | 4 Dec 1960         | Div 1       | Plinara     | 3–2         | Anković, Šenauer, Vukas               | ...                                 |
| 8       | 11 Jun 1961        | Div 1       | Kantrida    | 1–2         | Anković, Bego                         | ...                                 |
| 9       | 5 Nov 1961         | Div 1       | Plinara     | 1–1         | Papec                                 | ...                                 |
| 10      | 2 de mayo de 1962  | Div 1       | Kantrida    | 0–0         |                                       |                                     |
| 11      | 9 Sep 1962         | Div 1       | Kantrida    | 4–0         |                                       | Zadel (2), Veselica, Lukarić        |
| 12      | 24 Mar 1963        | Div 1       | Plinara     | 0–2         |                                       | Naumović, Veselica                  |
| 13      | 1 Dec 1963         | Div 1       | Kantrida    | 1–1         | Ferić                                 | Jantoljak                           |
| 14      | 7 Jun 1964         | Div 1       | Plinara     | 3–0         | Hlevnjak (2), Anković                 |                                     |
| 15      | 6 Sep 1964         | Div 1       | Plinara     | 1–1         | Hlevnjak                              | Lukarić                             |
| 16      | 4 Apr 1965         | Div 1       | Kantrida    | 4–1         | Slišković                             | Gulin, Rabac, Tomljenović, Naumović |
| 17      | 24 Oct 1965        | Div 1       | Plinara     | 4–0         | Nadoveza (2), Slišković, Hlevnjak     |                                     |
| 18      | 24 Apr 1966        | Div 1       | Kantrida    | 2–0         |                                       | ...                                 |
| 19      | 4 Sep 1966         | Div 1       | Kantrida    | 0–2         | Mušović (2)                           |                                     |
| 20      | 19 Mar 1967        | Div 1       | Plinara     | 1–0         | Hlevnjak                              |                                     |
| 21      | 11 Dec 1967        | Div 1       | Kantrida    | 1–0         |                                       | Bursać                              |
| 22      | 30 Jun 1968        | Div 1       | Plinara     | 4–2         | Nadoveza (3), Hlevnjak                | ...                                 |
| 23      | 22 Sep 1968        | Div 1       | Kantrida    | 0–0         |                                       |                                     |
| 24      | 13 Apr 1969        | Div 1       | Plinara     | 3–0         | Mušović (2), Nadoveza                 |                                     |
| 25      | 28 Feb 1971        | Cup         | Kantrida    | 3–2         | Zrilić, Jerković                      | Devčić ...                          |
| 26      | 8 Dec 1974         | Div 1       | Plinara     | 1–0         | Mijač                                 |                                     |
| 27      | 29 Jun 1975        | Div 1       | Kantrida    | 1–4         | Žungul (3), Mijač                     | ...                                 |
| 28      | 13 Sep 1975        | Div 1       | Plinara     | 1–3         | Peruzović                             | Skoblar (2), Machin                 |
| 29      | 4 Apr 1976         | Div 1       | Kantrida    | 1–2         | Jerković (2)                          | ...                                 |
| 30      | 27 Oct 1976        | Div 1       | Plinara     | 0–0         |                                       |                                     |
| 31      | 15 de mayo de 1977 | Div 1       | Kantrida    | 1–1         | Đorđević                              | Ružić                               |
| 32      | 16 Oct 1977        | Div 1       | Kantrida    | 2–0         |                                       | Kustudić, Hrstić                    |
| 33      | 26 Feb 1978        | Cup         | Plinara     | 0–1         |                                       | Kustudić                            |
| 34      | 30 Apr 1978        | Div 1       | Plinara     | 2–2         | Jerković, Čop                         | ...                                 |
| 35      | 29 Nov 1978        | Div 1       | Kantrida    | 2–2         | Žungul, Primorac                      | Fegic, Mijač                        |
| 36      | 10 Jun 1979        | Div 1       | Plinara     | 2–1         | Krstičević, Luketin                   | Machin                              |
| 37      | 3 Nov 1979         | Div 1       | Kantrida    | 2–0         |                                       | Radović (2)                         |
| 38      | 15 Jun 1980        | Div 1       | Poljud      | 4–1         | Zo. Vujović (2), Gudelj, Krstičević   | Ružić                               |
| 39      | 31 Nov 1980        | Div 1       | Poljud      | 2–0         | Zl. Vujović (2)                       |                                     |
| 40      | 10 Jun 1981        | Div 1       | Kantrida    | 2–2         | Zl. Vujović, Gudelj                   | Machin, Tomić                       |
| 41      | 31 Oct 1981        | Div 1       | Poljud      | 2–0         | Šalov (2)                             |                                     |
| 42      | 25 Apr 1982        | Div 1       | Kantrida    | 1–1         | Zo. Vujović                           | Gračan                              |
| 43      | 1 Sep 1982         | Div 1       | Kantrida    | 1–1         | Pešić                                 | Tomić                               |
| 44      | 27 Mar 1983        | Div 1       | Poljud      | 1–0         | Šalov                                 |                                     |
| 45      | 27 Nov 1983        | Div 1       | Kantrida    | 1–1         | Zl. Vujović                           | Desnica                             |
| 46      | 27 de mayo de 1984 | Div 1       | Poljud      | 0–0         |                                       |                                     |
| 47      | 18 Nov 1984        | Div 1       | Kantrida    | 1–1         | Vulić                                 | Fegic                               |
| 48      | 9 Jun 1985         | Div 1       | Poljud      | 5–2         | Zl. Vujović (2), Gudelj (2), Asanović | Valenčić (2)                        |
| 49      | 18 Aug 1985        | Div 1       | Poljud      | 1–0         | Gudelj                                |                                     |
| 50      | 9 Mar 1986         | Div 1       | Kantrida    | 3–0         |                                       | Janković, Malbaša (2)               |
| 51      | 10 Aug 1986        | Div 1       | Kantrida    | 2–2         | Gračan, Deverić                       | Janković (2)                        |
| 52      | 22 Feb 1987        | Div 1       | Poljud      | 2–0         | Deverić, Bučan                        |                                     |
| 53      | 9 de mayo de 1987  | Cup         | Stadion JNA | 1–1 (9–8 p) | Asanović                              | Radmanović                          |
| 54      | 7 Oct 1987         | Div 1       | Poljud      | 3–0         | Bursać (2), Čelić                     |                                     |
| 55      | 1 de mayo de 1988  | Div 1       | Kantrida    | 3–1         | Krstović                              | Mladenović (2), Janković            |
| 56      | 4 Dec 1988         | Div 1       | Kantrida    | 0–0         |                                       |                                     |
| 57      | 28 de mayo de 1989 | Div 1       | Poljud      | 4–0         | Čelić (2), Pejović, Jarni             |                                     |
| 58      | 30 Jul 1989        | Div 1       | Kantrida    | 1–0         |                                       | Paliska                             |
| 59      | 10 Dec 1989        | Div 1       | Poljud      | 1–1 (3–4 p) | Vučević                               | Vešović                             |
| 60      | 16 Sep 1990        | Div 1       | Poljud      | 1–1 (6–7 p) | Bokšić                                | Komljenović                         |
| 61      | 10 Oct 1990        | Cup         | Kantrida    | 0–1         | Jarni                                 |                                     |
| 62      | 21 Nov 1990        | Cup         | Lapad       | 1–1         | Vučević                               | Komljenović                         |
| 63      | 23 Mar 1991        | Div 1       | Kantrida    | 0–0 (1–3 p) |                                       |                                     |

### 1992–presente
| Partido | Fecha              | Competición | Estadio     | Resultado | Goles Hajduk                     | Goles Rijeka                         | Asistencia | Reporte                                                            |
| ------- | ------------------ | ----------- | ----------- | --------- | -------------------------------- | ------------------------------------ | ---------- | ------------------------------------------------------------------ |
| 1       | 21 Mar 1992        | 1. HNL      | Poljud      | 3–0       | Vučević (2), Kozniku             |                                      | 10,000     | HRnogomet.com                                                      |
| 2       | 24 Mar 1992        | Cup         | Kantrida    | 0–0       |                                  |                                      | 3,000      | HRnogomet.com                                                      |
| 3       | 21 Apr 1992        | Cup         | Poljud      | 1–1       | Jeličić                          | Černe                                | 8,000      | HRnogomet.com                                                      |
| 4       | 16 de mayo de 1992 | 1. HNL      | Kantrida    | 0–2       | Kozniku, Jeličić                 |                                      | 6,000      | HRnogomet.com                                                      |
| 5       | 1 Nov 1992         | 1. HNL      | Kantrida    | 0–0       |                                  |                                      | 7,000      | HRnogomet.com                                                      |
| 6       | 16 de mayo de 1993 | 1. HNL      | Poljud      | 3–0       | Mornar, Jeličić, Rapaić          |                                      | 5,000      | HRnogomet.com                                                      |
| 7       | 12 Dec 1993        | 1. HNL      | Poljud      | 0–2       |                                  | Mladenović (2)                       | 3,500      | HRnogomet.com                                                      |
| 8       | 13 Apr 1994        | Cup         | Kantrida    | 0–0       |                                  |                                      | 12,000     | HRnogomet.com                                                      |
| 9       | 27 Apr 1994        | Cup         | Poljud      | 3–3       | Hibić, Kozniku, Balajić          | Raković, Praženica (o.g.), Pavličić  | 15,000     | HRnogomet.com                                                      |
| 10      | 8 Jun 1994         | 1. HNL      | Kantrida    | 2–1       | Balajić                          | Samardžić, Mladenović                | 4,000      | HRnogomet.com                                                      |
| 11      | 10 Sep 1994        | 1. HNL      | Poljud      | 5–2       | Vukas (2), Erceg (2), Računica   | Tokić, Dželalija                     | 3,500      | HRnogomet.com                                                      |
| 12      | 19 Mar 1995        | 1. HNL      | Kantrida    | 0–1       | Jurčec                           |                                      | 6,000      | HRnogomet.com                                                      |
| 13      | 1 Oct 1995         | 1. HNL      | Poljud      | 1–0       | Pralija                          |                                      | 4,000      | HRnogomet.com                                                      |
| 14      | 17 Feb 1996        | 1. HNL      | Kantrida    | 0–3       | Rapaić (2), Jurčec               |                                      | 6,000      | HRnogomet.com                                                      |
| 15      | 13 Oct 1996        | 1. HNL      | Poljud      | 1–0       | Vučko                            |                                      | 8,000      | HRnogomet.com                                                      |
| 16      | 26 Apr 1997        | 1. HNL      | Kantrida    | 1–3       | Dalić, Skoko, Vučko              | Tokić                                | 7,000      | HRnogomet.com                                                      |
| 17      | 12 Sep 1997        | 1. HNL      | Poljud      | 2–1       | Bulat, Erceg                     | Cimirotič                            | 5,000      | HRnogomet.com                                                      |
| 18      | 7 Dec 1997         | 1. HNL      | Kantrida    | 1–1       | Vučko                            | Benedejčič                           | 7,000      | HRnogomet.com                                                      |
| 19      | 20 Sep 1998        | 1. HNL      | Poljud      | 3–1       | Deranja (2), Računica            | Musa                                 | 6,000      | HRnogomet.com                                                      |
| 20      | 13 Dec 1998        | 1. HNL      | Kantrida    | 2–1       | Deranja                          | Hasančić (2)                         | 15,000     | HRnogomet.com                                                      |
| 21      | 2 de mayo de 1999  | 1. HNL      | Kantrida    | 3–3       | Baturina, Vučko, Biliškov        | Hasančić, Balaban, Sztipanovics      | 20,000     | HRnogomet.com                                                      |
| 22      | 23 de mayo de 1999 | 1. HNL      | Poljud      | 1–3       | Miladin                          | B. Čačić, Hasančić, Sztipanovics     | 40,000     | HRnogomet.com                                                      |
| 23      | 29 Aug 1999        | 1. HNL      | Kantrida    | 1–2       | Musa, Bilić                      | Agić                                 | 7,000      | HRnogomet.com                                                      |
| 24      | 23 Nov 1999        | 1. HNL      | Poljud      | 3–2       | Baturina (2), Leko               | Sztipanovics, Balaban                | 5,000      | HRnogomet.com                                                      |
| 25      | 29 Apr 2000        | 1. HNL      | Kantrida    | 2–0       |                                  | Đuzelov (o.g.), Hasančić             | 5,000      | HRnogomet.com                                                      |
| 26      | 9 Sep 2000         | 1. HNL      | Kantrida    | 0–0       |                                  |                                      | 6,000      | HRnogomet.com                                                      |
| 27      | 26 Nov 2000        | 1. HNL      | Poljud      | 3–0       | Leko (2), Bubalo                 |                                      | 2,500      | Sportnet.hr                                                        |
| 28      | 4 Aug 2001         | 1. HNL      | Poljud      | 4–1       | Deranja (2), Musa, Bilić         | Mijatović                            | 6,000      | Sportnet.hr                                                        |
| 29      | 28 Nov 2001        | 1. HNL      | Kantrida    | 1–2       | Andrić (2)                       | Mijatović                            | 6,000      | Sportnet.hr                                                        |
| 30      | 3 Aug 2002         | 1. HNL      | Poljud      | 2–1       | Carević, Računica                | Brajković                            | 8,000      | Sportnet.hr                                                        |
| 31      | 2 Nov 2002         | 1. HNL      | Kantrida    | 0–1       | Deranja                          |                                      | 5,000      | Sportnet.hr                                                        |
| 32      | 20 Sep 2003        | 1. HNL      | Kantrida    | 1–2       | Bule (2)                         | Klić                                 | 7,000      | Sportnet.hr                                                        |
| 33      | 28 Feb 2004        | 1. HNL      | Poljud      | 4–0       | Krpan, Bule, Turković, Grgurović |                                      | 4,000      | HRnogomet.com                                                      |
| 34      | 10 Apr 2004        | 1. HNL      | Kantrida    | 0–1       | Đolonga                          |                                      | 4,000      | Sportnet.hr                                                        |
| 35      | 8 de mayo de 2004  | 1. HNL      | Poljud      | 2–0       | Vejić, Deranja                   |                                      | 4,000      | Sportnet.hr                                                        |
| 36      | 2 Oct 2004         | 1. HNL      | Poljud      | 2–0       | F. Čačić, Munhoz                 |                                      | 5,000      | Sportnet.hr                                                        |
| 37      | 12 Mar 2005        | 1. HNL      | Kantrida    | 2–0       |                                  | Lerant, Mujdža                       | 8,000      | Sportnet.hr                                                        |
| 38      | 9 Apr 2005         | 1. HNL      | Poljud      | 1–1       | Munhoz                           | Novaković                            | 10,000     | Sportnet.hr                                                        |
| 39      | 11 de mayo de 2005 | Cup         | Kantrida    | 2–1       | Đolonga                          | Mitu, Erceg                          | 8,000      | SD.hr                                                              |
| 40      | 14 de mayo de 2005 | 1. HNL      | Kantrida    | 1–1       | Dragičević                       | Erceg                                | 6,500      | Sportnet.hr                                                        |
| 41      | 25 de mayo de 2005 | Cup         | Poljud      | 0–1       |                                  | Mitu                                 | 20,000     | SD.hr                                                              |
| 42      | 15 Jul 2005        | Supercup    | Poljud      | 1–0       | Kranjčar                         |                                      | 20,000     | SD.hr                                                              |
| 43      | 17 Sep 2005        | 1. HNL      | Poljud      | 0–1       |                                  | Ah. Sharbini                         | 14,000     | Sportnet.hr                                                        |
| 44      | 18 Feb 2006        | 1. HNL      | Kantrida    | 1–0       |                                  | Novaković                            | 7,500      | Sportnet.hr                                                        |
| 45      | 18 Mar 2006        | 1. HNL      | Kantrida    | 1–1       | Hrgović                          | Vugrinec                             | 6,000      | Sportnet.hr                                                        |
| 46      | 22 Apr 2006        | 1. HNL      | Poljud      | 0–4       |                                  | Vugrinec (3), Ah. Sharbini           | 3,000      | Sportnet.hr                                                        |
| 47      | 26 Aug 2006        | 1. HNL      | Kantrida    | 0–1       | Kranjčar                         |                                      | 6,000      | Sportnet.hr                                                        |
| 48      | 18 Nov 2006        | 1. HNL      | Poljud      | 3–0       | Bušić (2), Carević               |                                      | 6,500      | Sportnet.hr                                                        |
| 49      | 12 de mayo de 2007 | 1. HNL      | Poljud      | 2–2       | Bušić, Peraić                    | Budicin, Ivanov                      | 2,500      | Sportnet.hr                                                        |
| 50      | 22 Sep 2007        | 1. HNL      | Kantrida    | 4–0       |                                  | Škoro, An. Sharbini, Ivanov, Đalović | 8,000      | Sportnet.hr                                                        |
| 51      | 23 Feb 2008        | 1. HNL      | Poljud      | 1–1       | Verpakovskis                     | An. Sharbini                         | 8,000      | Sportnet.hr                                                        |
| 52      | 26 Apr 2008        | 1. HNL      | Kantrida    | 1–1       | Čop                              | An. Sharbini                         | 4,000      | Sportnet.hr                                                        |
| 53      | 17 Aug 2008        | 1. HNL      | Kantrida    | 3–1       | Kalinić                          | Čagalj, An. Sharbini, Križman        | 4,000      | Sportnet.hr                                                        |
| 54      | 16 Nov 2008        | 1. HNL      | Poljud      | 2–0       | Bodrušić (o.g.), Ibričić         |                                      | 7,000      | Sportnet.hr                                                        |
| 55      | 10 de mayo de 2009 | 1. HNL      | Kantrida    | 2–1       | Vejić                            | Pamić, Ah. Sharbini                  | 7,000      | Sportnet.hr                                                        |
| 56      | 23 Aug 2009        | 1. HNL      | Kantrida    | 2–0       |                                  | Fernández (2)                        | 7,000      | Sportnet.hr                                                        |
| 57      | 13 Mar 2010        | 1. HNL      | Poljud      | 1–1       | Skoko                            | Kreilach                             | 10,000     | Sportnet.hr                                                        |
| 58      | 19 Sep 2010        | 1. HNL      | Kantrida    | 0–1       | Brkljača                         |                                      | 8,000      | Sportnet.hr Archivado el 5 de octubre de 2011 en Wayback Machine.  |
| 59      | 2 Apr 2011         | 1. HNL      | Poljud      | 1–1       | Vukušić                          | Budicin                              | 6,000      | Sportnet.hr Archivado el 7 de abril de 2011 en Wayback Machine.    |
| 60      | 7 Aug 2011         | 1. HNL      | Poljud      | 2–1       | Vukušić, Andrić                  | Švrljuga                             | 10,000     | Sportnet.hr Archivado el 6 de octubre de 2012 en Wayback Machine.  |
| 61      | 21 Mar 2012        | 1. HNL      | Kantrida    | 0–3       | Vukušić (2), Caktaš              |                                      | 6,500      | Sportnet.hr Archivado el 12 de febrero de 2015 en Wayback Machine. |
| 62      | 1 Sep 2012         | 1. HNL      | Kantrida    | 1–0       |                                  | Kreilach                             | 7,500      | Sportnet.hr Archivado el 12 de febrero de 2015 en Wayback Machine. |
| 63      | 21 Mar 2012        | 1. HNL      | Kantrida    | 0–3       | Vukušić (2), Caktaš              |                                      | 6,500      | Sportnet.hr Archivado el 12 de febrero de 2015 en Wayback Machine. |
| 64      | 1 Sep 2012         | 1. HNL      | Kantrida    | 1–0       |                                  | Kreilach                             | 7,500      | Sportnet.hr Archivado el 12 de febrero de 2015 en Wayback Machine. |
| 65      | 2 Dec 2012         | 1. HNL      | Poljud      | 1–1       | Maglica                          | Benko                                | 6,000      | Sportnet.hr Archivado el 6 de octubre de 2014 en Wayback Machine.  |
| 66      | 28 Apr 2013        | 1. HNL      | Poljud      | 1–2       | Sušić                            | Mujanović, Benko                     | 8,000      | Sportnet.hr Archivado el 12 de febrero de 2015 en Wayback Machine. |
| 67      | 21 Jul 2013        | 1. HNL      | Poljud      | 1–1       | Maglica                          | Kvržić                               | 20,000     | Sportnet.hr Archivado el 6 de octubre de 2014 en Wayback Machine.  |
| 68      | 28 Sep 2013        | 1. HNL      | Kantrida    | 1–1       | Kouassi                          | Benko                                | 10,000     | Sportnet.hr Archivado el 6 de octubre de 2014 en Wayback Machine.  |
| 69      | 15 Dec 2013        | 1. HNL      | Poljud      | 2–2       | Bradarić, Maloča                 | Benko, Kramarić                      | 8,000      | Sportnet.hr Archivado el 6 de octubre de 2014 en Wayback Machine.  |
| 70      | 6 Apr 2014         | 1. HNL      | Kantrida    | 4–1       | Pašalić                          | Krstanović (2), An. Sharbini (2)     | 10,000     | Sportnet.hr Archivado el 6 de octubre de 2014 en Wayback Machine.  |
| 71      | 27 Jul 2014        | 1. HNL      | Kantrida    | 4–2       | Samardžić (o.g.), Caktaš         | Kramarić (3), An. Sharbini           | 9,000      | Sportnet.hr Archivado el 6 de octubre de 2014 en Wayback Machine.  |
| 72      | 5 Oct 2014         | 1. HNL      | H. vitezovi | 1–1       | Caktaš                           | Kvržić                               | 5,000      | Sportnet.hr Archivado el 6 de octubre de 2014 en Wayback Machine.  |
| 73      | 18 Feb 2015        | 1. HNL      | Kantrida    | –         |                                  |                                      |            |                                                                    |
| 74      | 18 Apr 2015        | 1. HNL      | Poljud      | –         |                                  |                                      |            |                                                                    |

Nota: El resultado del equipo local siempre se muestra primero.

## Goleadores (desde 1992)
La siguiente lista incluye los máximos goleadores desde la creación del campeonato croata. Tomislav Erceg (5 goles) e Igor Musa (3 goles) son los únicos jugadores que han marcado para ambos equipos desde 1992. Željko Mijač y Nenad Gračan anotaron para los dos equipos antes de la independencia croata. El gol de Josip Skoko para el Hajduk en marzo de 2010 significó el periodo más largo entre el último y el siguiente gol, casi 13 años. Los datos están actualizados hasta el último derbi disputado el 1 de septiembre de 2012, este incluido.
| 7 goles - Zvonimir Deranja 4 goles - Jurica Vučko - Ante Vukušić 3 goles - Srđan Andrić - Mate Baturina - Nino Bule - Tomislav Bušić - Tomislav Erceg - Joško Jeličić - Ardian Kozniku - Ivan Leko - Milan Rapaić | 5 goles - Admir Hasančić 4 goles - Anas Sharbini - Davor Vugrinec 3 goles - Mladen Mladenović - Ahmad Sharbini - Barnabás Sztipánovics |

## Resultados liga yugoslava
La tabla muestra el lugar que cada equipo tuvo en cada una de las temporadas que jugaron juntos en la primera división.
|               | 46–47 | 58–59 | 59–60 | 60–61 | 61–62 | 62–63 | 63–64 | 64–65 | 65–66 | 66–67 | 67–68 | 68–69 | 74–75 | 75–76 | 76–77 |
| ------------- | ----- | ----- | ----- | ----- | ----- | ----- | ----- | ----- | ----- | ----- | ----- | ----- | ----- | ----- | ----- |
| Nº equipos    | 14    | 12    | 12    | 12    | 12    | 14    | 14    | 15    | 16    | 16    | 16    | 18    | 18    | 18    | 18    |
| Hajduk Split  | 4     | 7     | 5     | 3     | 5     | 11    | 10    | 12    | 13    | 7     | 4     | 6     | 1     | 2     | 8     |
| Rijeka        | 9     | 8     | 8     | 7     | 8     | 10    | 9     | 4     | 4     | 11    | 16    | 17    | 14    | 11    | 5     |
|               | 77–78 | 78–79 | 79–80 | 80–81 | 81–82 | 82–83 | 83–84 | 84–85 | 85–86 | 86–87 | 87–88 | 88–89 | 89–90 | 90–91 |       |
| Nº de equipos | 18    | 18    | 18    | 18    | 18    | 18    | 18    | 18    | 18    | 18    | 18    | 18    | 18    | 19    |       |
| Hajduk Split  | 3     | 1     | 5     | 2     | 3     | 2     | 5     | 2     | 4     | 8     | 13    | 3     | 3     | 6     |       |
| Rijeka        | 5     | 10    | 10    | 7     | 12    | 15    | 4     | 8     | 5     | 4     | 8     | 10    | 6     | 15    |       |

## Resultados Prva HNL
La tabla muestra el lugar que cada equipo tuvo en cada una de las temporadas que jugaron juntos en la primera división.
|              | 1992 | 92–93 | 93–94 | 94–95 | 95–96 | 96–97 | 97–98 | 98–99 | 99–00 | 00–01 | 01–02 | 02–03 | 03–04 | 04–05 | 05–06 | 06–07 | 07–08 | 08–09 | 09–10 | 10–11 | 11–12 | 12–13 | 13–14 |
| ------------ | ---- | ----- | ----- | ----- | ----- | ----- | ----- | ----- | ----- | ----- | ----- | ----- | ----- | ----- | ----- | ----- | ----- | ----- | ----- | ----- | ----- | ----- | ----- |
| No. of teams | 12   | 16    | 18    | 16    | 12    | 16    | 12    | 12    | 12    | 12    | 16    | 12    | 12    | 12    | 12    | 12    | 12    | 12    | 16    | 16    | 16    | 12    | 10    |
| Hajduk Split | 1    | 2     | 1     | 1     | 2     | 2     | 2     | 3     | 2     | 1     | 2     | 2     | 1     | 1     | 5     | 2     | 5     | 2     | 2     | 2     | 2     | 4     | 3     |
| Rijeka       | 6    | 4     | 6     | 11    | 9     | 4     | 7     | 2     | 4     | 10    | 5     | 9     | 3     | 4     | 2     | 7     | 4     | 3     | 9     | 9     | 12    | 3     | 2     |